# Baobá no Brasil

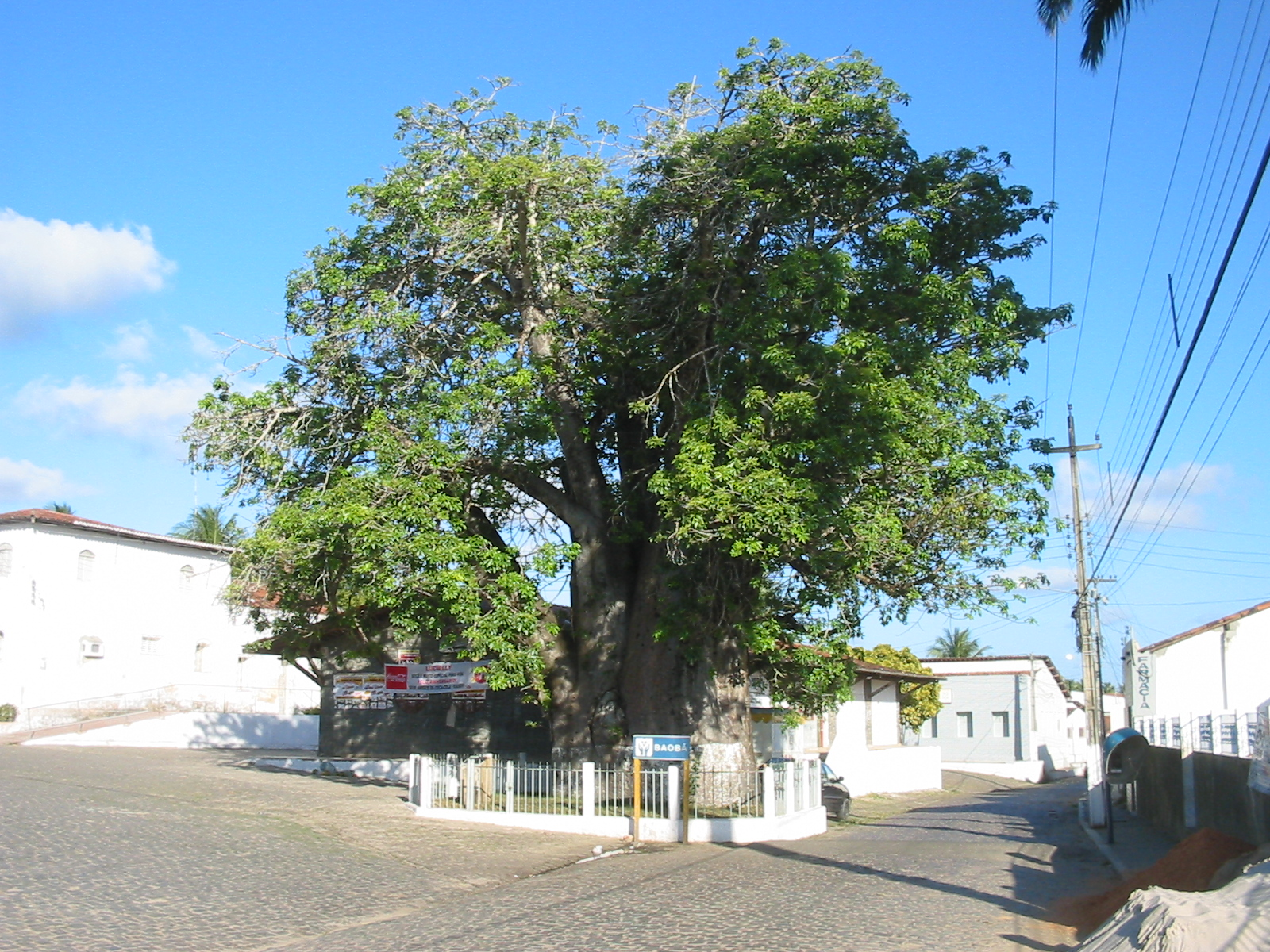
Baobá em Nísia Floresta, Rio Grande do Norte, Brasil

Os baobás, Adansonia digitata L., também conhecidos como embondeiros, imbondeiros ou calabaceiras, é uma espécie africana de porte arbóreo da família das Malvaceaea, que foi trazida para o Brasil por africanos e geralmente plantadas em locais específicos para o culto das religiões africanas. No candomblé é considerada uma árvore sagrada, nunca deve ser cortada ou arrancada. Dado o grande interesse, confira abaixo exemplares por estado:

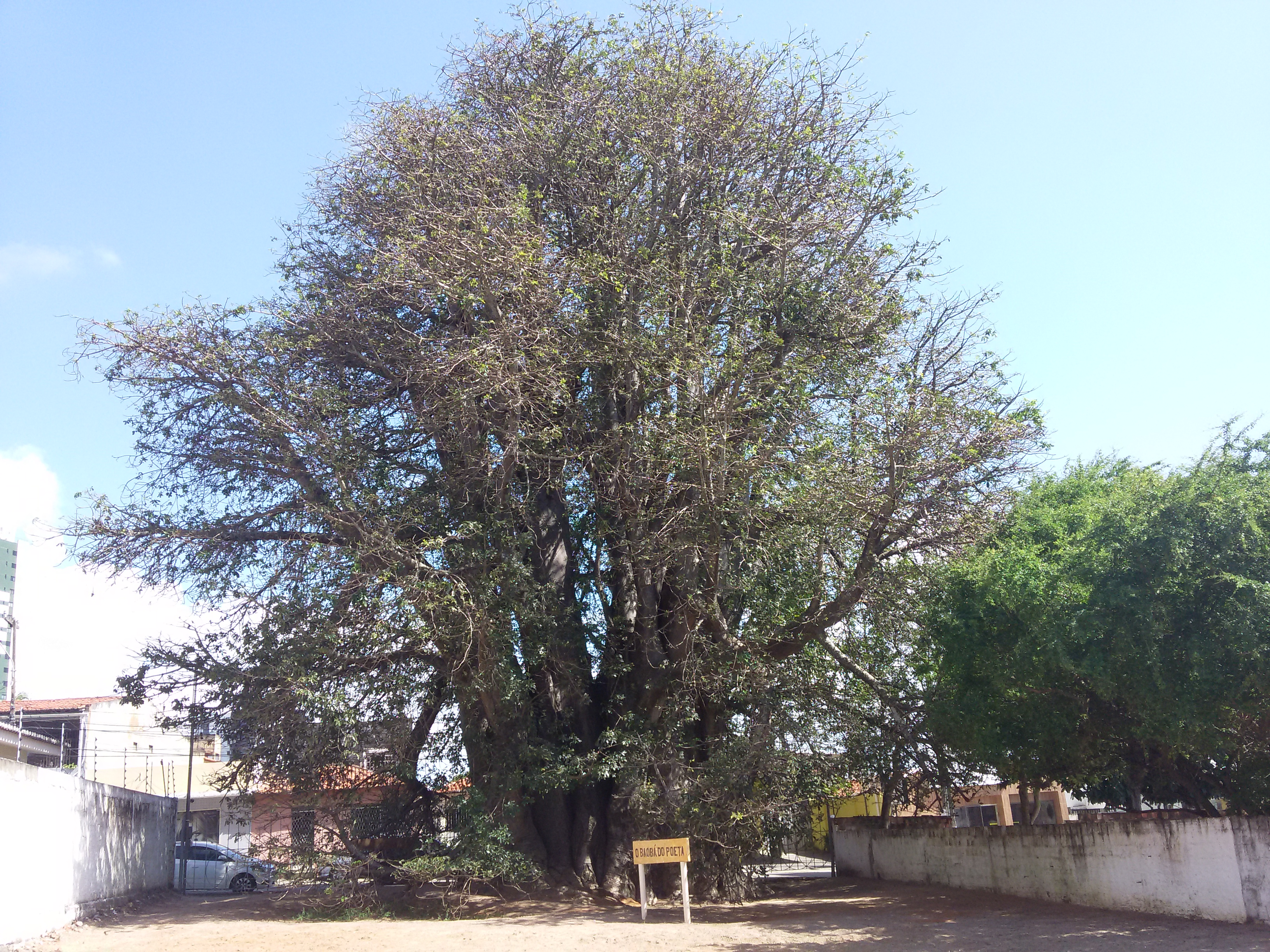
Baobá do Poeta, Natal-RN.

## Nos estados

### Rio Grande do Norte
O Rio Grande do Norte possui um número relativamente grande de baobás distribuídos em seu território. Há exemplares em Natal, Nísia Floresta, Caiçara do Rio do Vento, Mossoró e nas ruínas de Pedro Velho.
O "Baobá do Poeta" (Natal, Rio Grande do Norte) é o maior baobá do Brasil em circunferência, com 19,5m.
Existe uma relação entre o Baobá de Natal e a obra literária de Antoine de Saint-Exupéry, diz o professor Diógenes da Cunha Lima: "No Rio Grande do Norte, credita-se a esse baobá a inspiração de Saint-Exupéry ao criar desenhos de “O Pequeno Príncipe”, livro com mais de 230 traduções em todo mundo. Algumas coincidências tornam a hipótese verossímil. O baobá localizado em Natal foi visitado pelo autor entre os anos de 1920 e 1930, quando teria sido hóspede da proprietária do terreno onde se encontra a árvore. Além disso, os desenhos por ele feitos em seu livro, como o elefante, a estrela, o vulcão, as dunas e falésias lembram o mapa e outros símbolos do Rio Grande do Norte".
Segundo a Associação Nacional de Livrarias (ANL), há indícios de que a cidade de Natal teria influenciado a obra O Pequeno Príncipe, de Antoine de Saint-Exupéry. Elementos visuais presentes no livro, como dunas, uma estrela-cometa — símbolo do município —, falésias e um vulcão, possivelmente o Pico do Cabugi, além da representação de um baobá, são apontados como evidências dessa inspiração.
Em 2009, François d’Agay, sobrinho do escritor e aviador Antoine de Saint-Exúpery, visitou a cidade e conheceu pela primeira vez um Baobá. O espécime natalense, segundo a opinião do engenheiro francês, teria inspirado a célebre obra.
Um relatório oficial do Correio do Sul que confirma a passagem de Exupéry por Natal em 14 de julho de 1939. Testemunhos de pessoas que conviveram com o autor durante sua estadia na cidade, como o jornalista Nilo Pereira, reforçam essa hipótese.
Para o escritor Diógenes da Cunha Lima, negar a presença de Saint-Exupéry em Natal seria o mesmo que ignorar a atuação da Aeropostale, serviço de correio aéreo francês que operava na América do Sul. François d’Agay, sobrinho do autor e presidente da Succession Antoine de Saint-Exupéry, corrobora essa visão, destacando o espírito curioso e explorador do tio, o que o teria levado a percorrer várias cidades brasileiras, incluindo Natal.
Durante visita à capital potiguar, d’Agay esteve no Baobá de Natal, uma árvore com 19 metros de altura e seis metros de diâmetro localizada em terreno pertencente a Diógenes da Cunha Lima. O local é ponto de interesse educacional e frequentemente visitado por estudantes. A visita de François d’Agay ocorreu a convite da Prefeitura do Natal, por ocasião do lançamento das obras O Pequeno Príncipe me disse e Antoine de Saint-Exupéry: A História de uma História, da escritora Sheila Dryzun, evento realizado na sede da Aliança Francesa de Natal.
Em Assu existem onze baobás de aproximadamente quatrocentos anos e que atualmente estão em processo de tombamento histórico.

### Alagoas

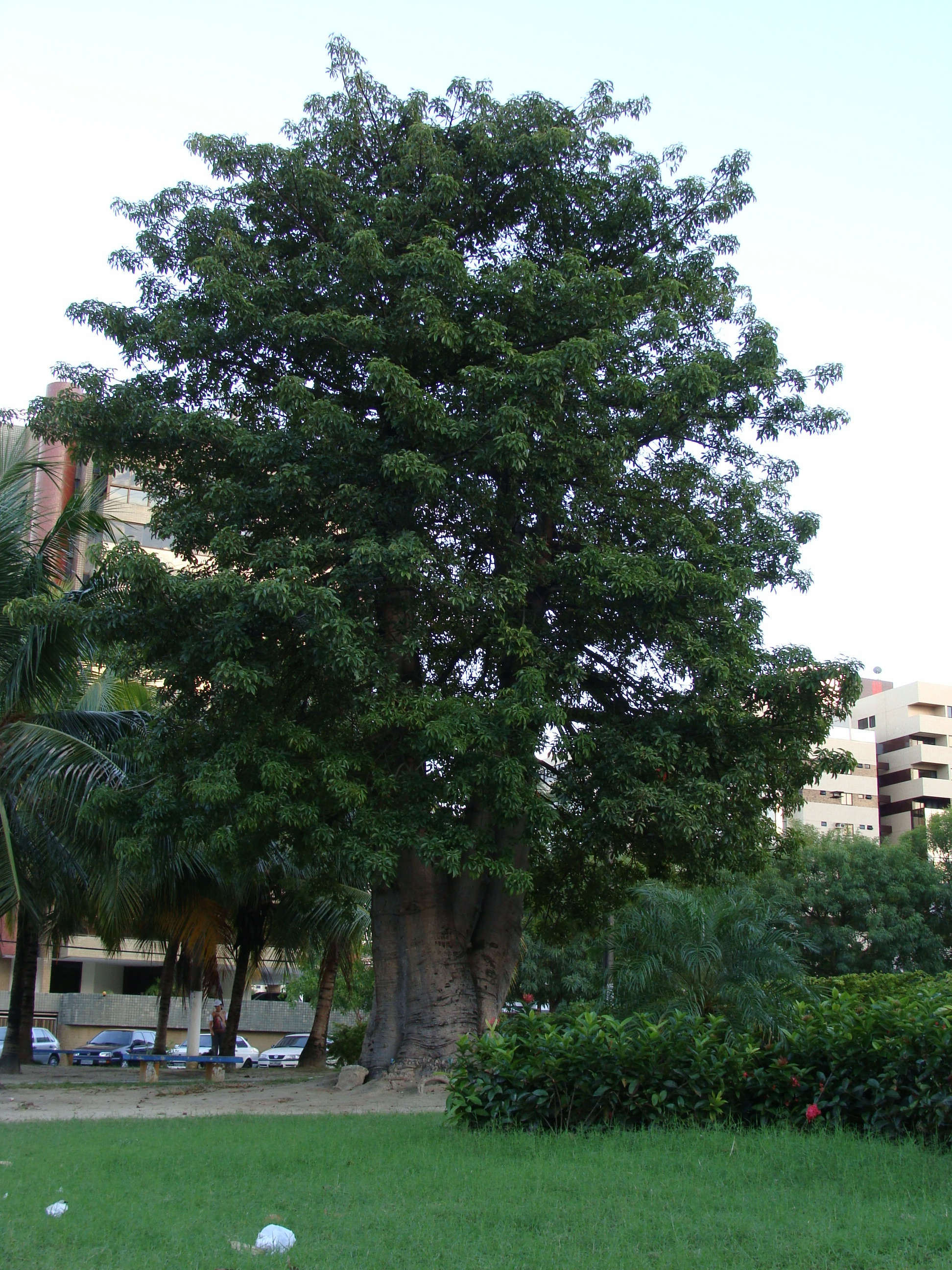
Baobá em Maceió.

Em Alagoas existe um exemplar na Praça do Skate, em Maceió.

### Bahia

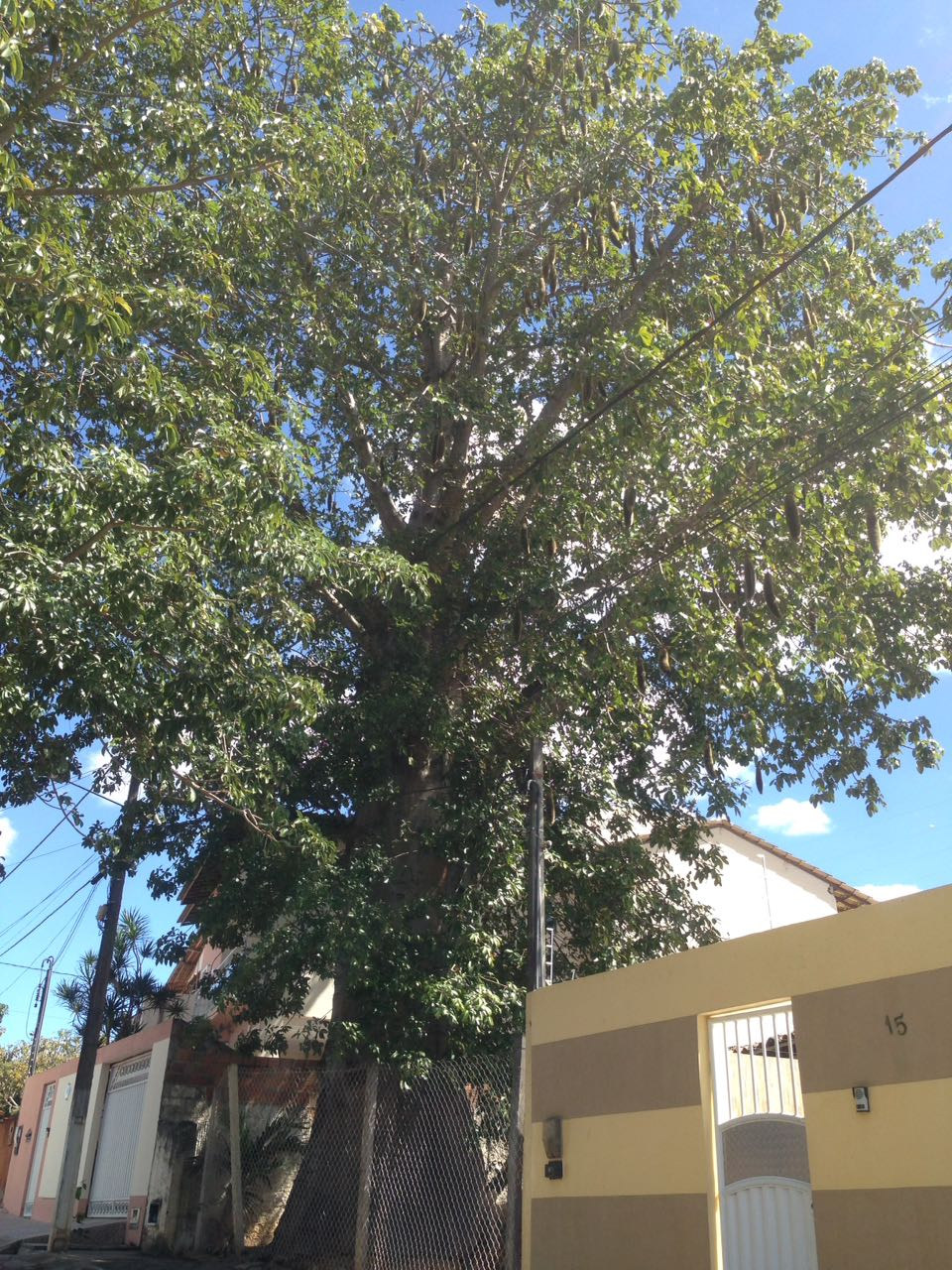
Um dos exemplares de Baobá em Itaberaba na Bahia

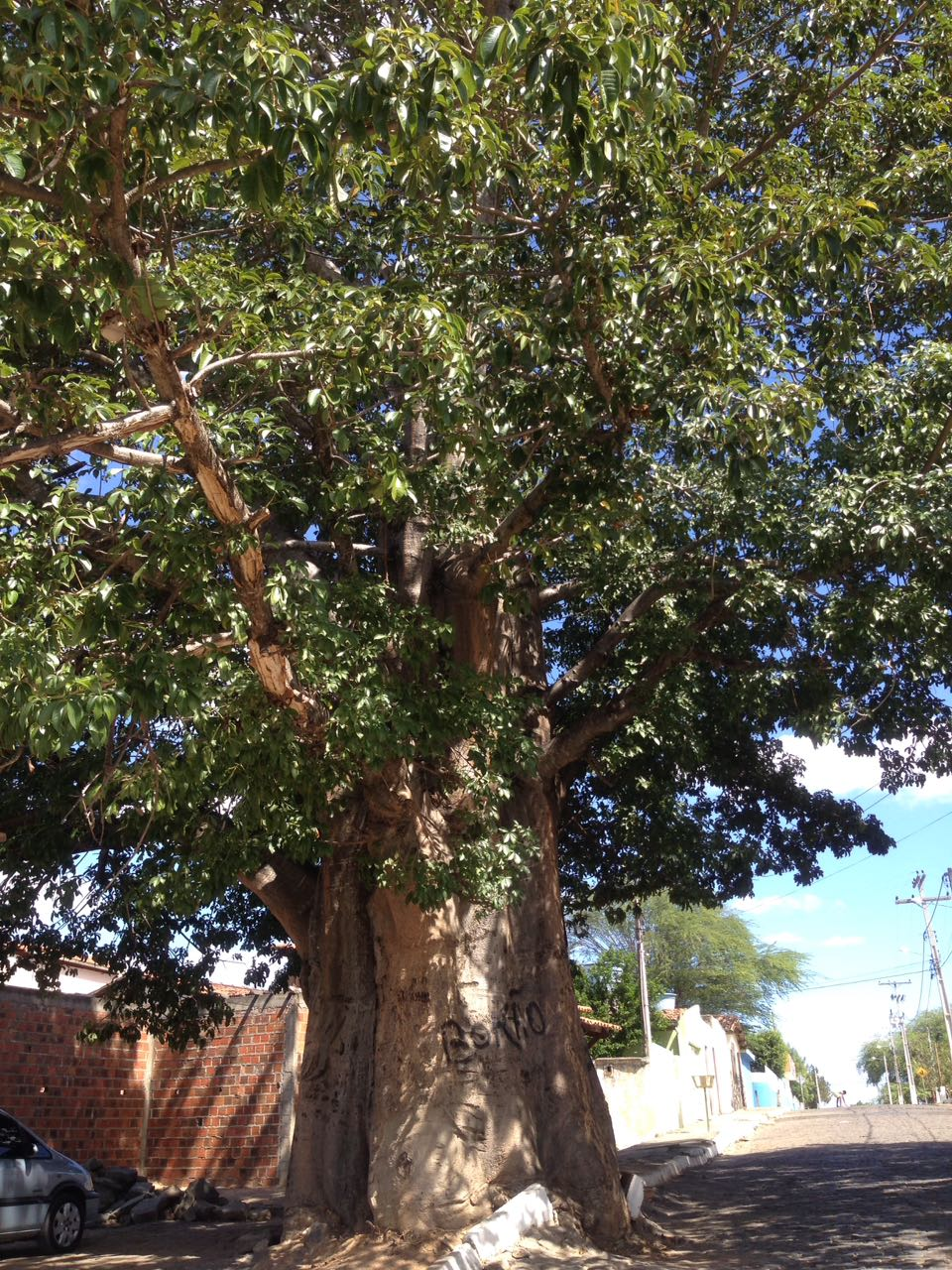
Baobá em Itaberaba na Bahia

Na Bahia, existem dois exemplares, ambos na cidade de Itaberaba. "os Irmãos" foram plantados há 22 anos atrás por um antigo morador que trouxe as sementes de uma viagem na África. Plantou um no hall da casa e outro na calçada.
No distrito de Amado Bahia, Mata de São João, há um exemplar da espécie Adansonia digitata, vindo em 2009 da República de Angola, em um sitio particular, o Sítio da Dipanda.

### Ceará
No Ceará, existem dez exemplares: um na praça do Passeio Público, na cidade de Fortaleza, onde foram fuzilados alguns revolucionários da Confederação do Equador, dois na E.E.M Gov. Adauto Bezerra, no bairro de Fatima, dois no campus da Universidade de Fortaleza (UNIFOR), um plantado provavelmente na época da fundação da universidade e outro plantado em frente a universidade em 2001 em homenagem ao aniversário do chanceler Dr. Airton José Vidal Queiroz, outro no SESI da Barra do Ceará, outro no Centro de Evangelização Uirapuru (CEU), um sexto no Mini Museu Firmeza ou Firmezarte (Mondubim). Um exemplar na Praça Alphavillage no Bairro Agua Fria-Fortaleza.CE. Três exemplares no Parque Urbano da Longevidade – Operação Urbana Consorciada – Sítio Tunga, Bairro Alphavillage-Agua Fria.

### Distrito Federal
No Distrito Federal, há registros de quarenta e cinco exemplares de baobá. No dia 18 de dezembro de 2020, foi divulgado o mapa dos baobás de Brasília, com exceção dos que se encontram em propriedades particulares. No Jardim Botânico de Brasília, na Praça dos Baobás, foram plantados dois baobás no ano de 2008. Outros dois foram plantados nos limites da Subsecretaria de Formação Continuada dos Profissionais da Educação (EAPE), da Secretaria de Estado de Educação do Distrito Federal. O plantio dos baobás da EAPE ocorreu no dia 20 de novembro de 2019, em evento coletivo para marcar simbolicamente o Dia Nacional da Consciência Negra, conforme registro na Revista Informação Continuada. Há três exemplares de baobá em frente à Emprapa Cenargen, no fim da Asa Norte, perto da antiga sede da Câmara Legislativa. Em uma propriedade particular, no Setor Park Way, existe um baobá plantado no ano 2000, a partir de uma semente que veio de Angola. Esse baobá é possivelmente o maior exemplar em Brasília: em torno de 10 metros de altura e 4 metros de circunferência. Na mesma propriedade do Setor Park Way, há outro baobá, também plantado no ano 2000, mas com tamanho ainda bem menor: o proprietário afirma que a diferença de solo e a disponibilidade de água justificam a diferença de tamanho entre eles. No Setor Hospitalar Sul, há dois exemplares de baobá, plantados em frente à Clínica Villas Boas. Na Região Administrativa do Lago Sul, em propriedade particular, encontra-se um baobá plantado em 2014. No Setor de Embaixadas, 813 Sul, em frente ao Centro Tradicional de Invenção Cultural (Seu Estrelo e o Fuá do Terreiro), foi plantado um baobá no dia 13 de dezembro de 2020. No Condomínio Quintas da Alvorada, um baobá foi plantado no ano de 2019 e tem um significado sagrado para o lugar onde está. Há, também, um exemplar na Praça Zumbi dos Palmares. Na Asa Norte, quadra 716, existem dois baobás: um em frente ao estacionamento da quadra comercial (Avenida W4) e outro no canteiro central W4/W5. Ainda na Asa Norte, quadra 209, existem dois baobás, na área verde atrás Bloco E. No Setor Habitacional Taquari, na Praça Central, há três exemplares de baobá, ainda pequenos. No dia 27 de novembro de 2020, foram plantadas duas mudas de baobá no Instituto Federal de Brasília, Campus Planaltina. Na Região Administrativa de Brazlândia, há registros de dois baobás: na comunidade Cigana Romani Lovara (plantado em 2019) e em frente à Escola Classe 9, plantado no dia 24 de novembro de 2020. Em propriedades particulares, encontra-se um baobá na chácara onde reside o escultor Omar Franco, na Região Administrativa de Ceilândia. Esse baobá, plantado em 2010, foi um presente dado a Omar Franco pelo poeta Nicolas Behr. Na Região Administrativa de Planaltina, no Núcleo Rural Córrego do Atoleiro, há um baobá plantado no ano de 2015, como símbolo da Marcha das Mulheres Negras. Na Via EPIA, na entrada de acesso ao Lago Norte (canteiro de flores), há um baobá, plantado em 2018. No Núcleo Rural Jerivá, Lago Norte, há um baobá plantado em propriedade particular. Em Taguatinga, Região Administrativa do Distrito Federal, há um baobá plantado às margens da Avenida Samdu Sul (Mercado Sul). No Núcleo Rural Lago Oeste, na Região Administrativa de Sobradinho, existe um baobá plantado em propriedade particular. Na praça central do Condomínio Mansões Colorado, encontra-se um baobá. No Lago Norte, no Núcleo Rural Córrego do Urubu, em frente à Chácara Casa de Aprender, encontra-se um baobá ainda bem pequeno. No Condomínio Estâncias Vila Rica, Sobradinho, em propriedade particular, existe um exemplar. No Setor Habitacional Tororó, Região Administrativa do Jardim Botânico, na Chácara Asa Branca, encontra-se um baobá plantado vindo do Senegal. No Lago Sul, QI 10, em propriedade particular foi plantado um baobá em novembro de 2020. No Condomínio Solar da Serra, na Região Administrativa do Jardim Botânico, em propriedade particular, encontra-se também um exemplar. No campo do sagrado, temos o registro de um baobá plantado no Ilê Odé Axé Opô Inlê, localizado na Região Administrativa de Planaltina. Também no campo do sagrado, foi plantado, no dia 21 de novembro de 2020, um baobá no Ilé Axé Oxum Opô Oiá Onirá, na Região Administrativa de Planaltina. Na Região Administrativa de Sobradinho, no Ilê Axé Xangoni Oxá-Exu, há dois baobás. No Núcleo Rural Córrego do Urubu, Lago Norte, há existe um baobá plantado no Ilé Axé Oju Oba Aieraiê (Modupé). No Ilê Axé Oiá Bagã, Núcleo Rural Tamanduá, Lago Norte, um baobá foi plantado em novembro de 2020. No Ifá Aje – Tempo de Orixá, no Núcleo Rural Pampas, Sobradinho, existe um baobá.

### Goiás

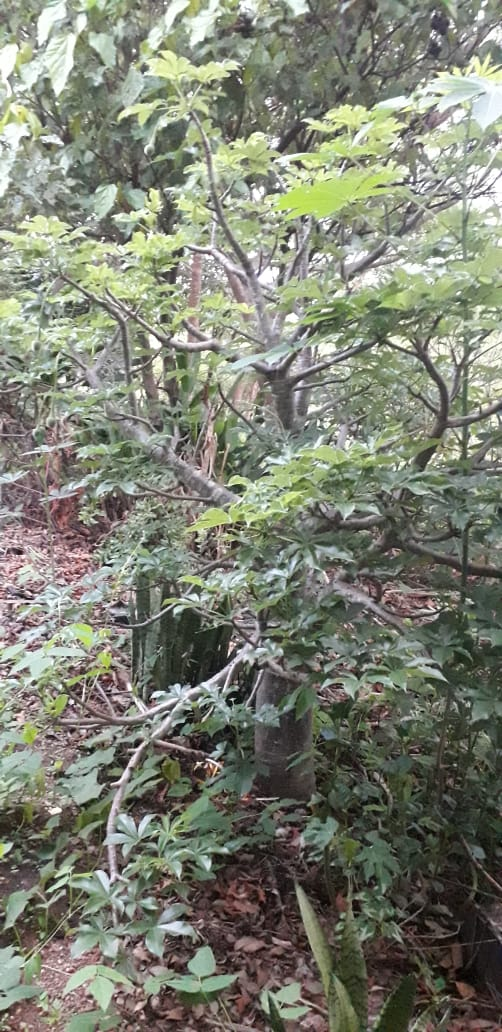
Baobá plantado no terreiro Zo Jimona Dia Zambi, na cidade de Águas Lindas, em Goiás

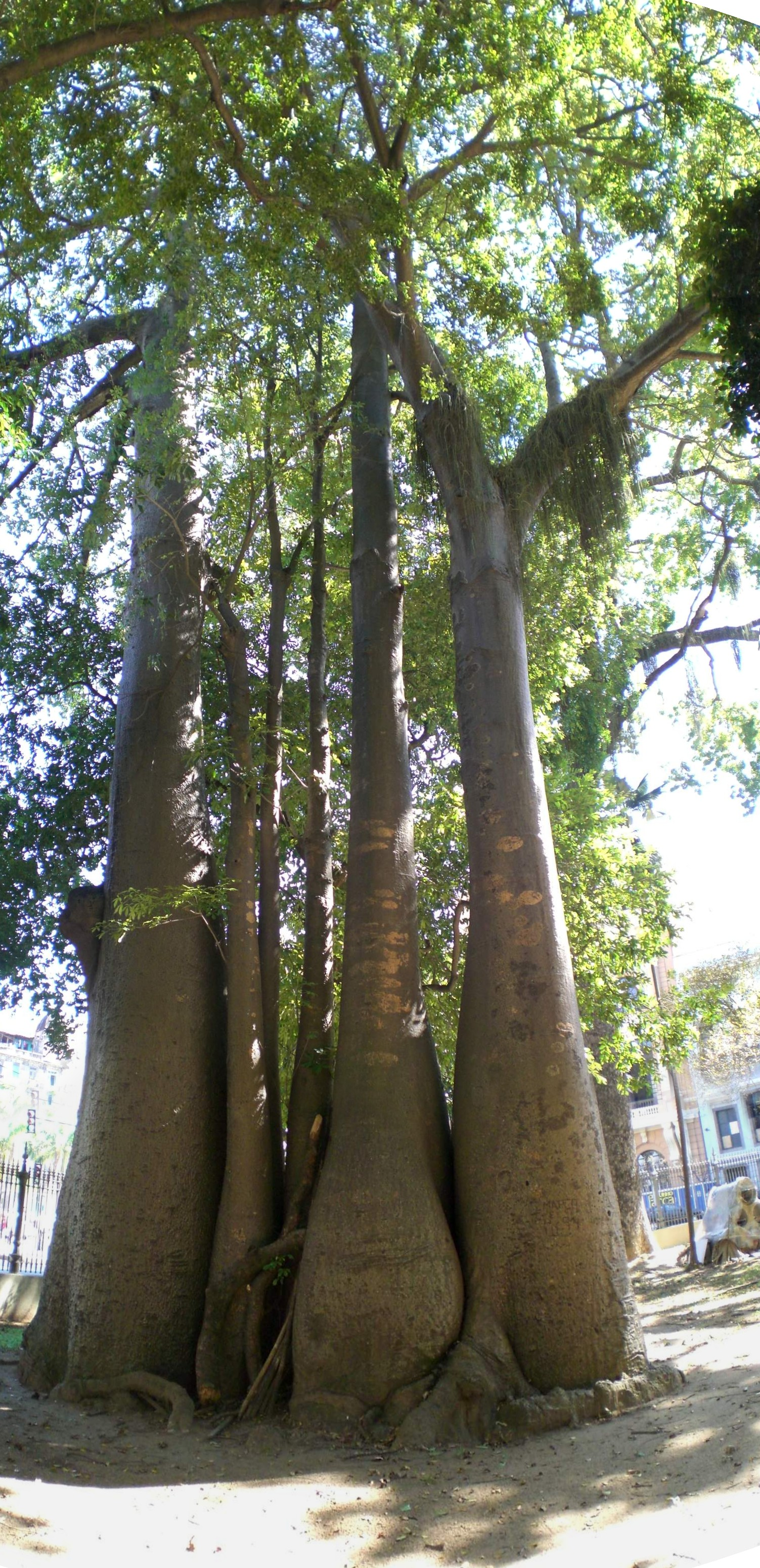
Baobá no Passeio Público, Rio de Janeiro, Brasil.

Em Goiânia existem três Imbondeiros, todos em residências particulares.[carece de fontes?] No campo do sagrado, há o registro de uma baobá plantado, em 2007, no Terreiro Nzo Jimona Dia Nzambi, na cidade de Águas Lindas, localizada a poucos quilômetros de Brasília. No Quilombo Mesquita, localizado no município da Cidade Ocidental, foi plantado um baobá no dia 20 de novembro de 2020, em razão do Dia Nacional da Consciência Negra.

### Mato Grosso
Nas proximidades de Cuiabá, Fazenda São Pedro de Arica (Dr. Edio Lotufo) existe um exemplar de imbondeiro derivado de um exemplar existente na Praça da República (Rio de Janeiro).[carece de fontes?]

### Rio de Janeiro

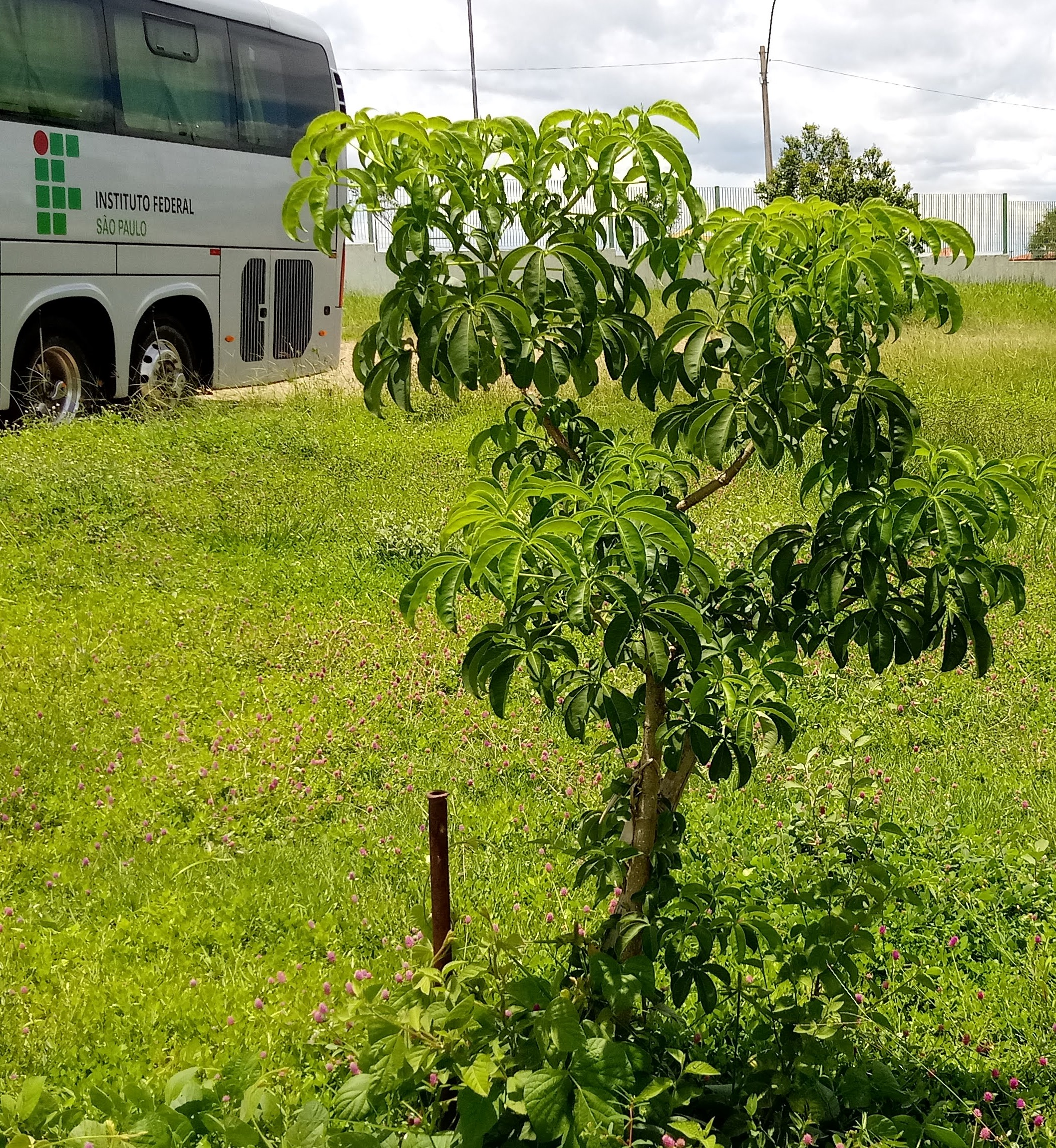
Baobá no IFSP campus Matão (Matão-SP)

Mapeamentos dos novos exemplares encontrados no Rio de Janeiro, apontam a maior concentração de baobás por m² no Brasil (5 exemplares em 100m²) sendo um desses, o maior baobá em altura (25m) encontrado no Brasil. Localizados no Campo de Santana em frente a Central do Brasil - ao todo são nove exemplares no parque -, também chamado de Praça da República (ver foto em ).
Na Ilha de Paquetá, mais precisamente na Praia dos Tamoios, existe um exemplar vindo de Manaus em 1907, batizado de Maria Gorda.
Na Ilha do Governador, bairro do Moneró, também existe um exemplar de baobá.
Também foi plantado recentemente um exemplar jovem com pouco mais de um metro de altura em uma residência em Magalhães Bastos.
No município de Quissamã existe um baobá centenário, localizado no Museu Casa de Quissamã, antiga Fazenda Quissamã.
Na cidade de Campos dos Goytacazes existe um exemplar de baobá. E mais um exemplar dessa bela árvore foi localizada no colégio Educandário Gonçalves de Araújo na rua Teixeira Júnior, 158 no bairro Imperial de São Cristóvão.
Na cidade de Magé no Rio de Janeiro, um exemplar com aproximadamente 4m de altura e 5 anos (em 2019), plantado em terreiro de Matriz africana. Germinado a partir de sementes oriundas do Baobá principal do Campo de Santana.

### Maranhão
Na cidade de Vitorino Freire, localizada a 300 km de São Luís, encontra-se um baobá plantando em 1955. Ele está em propriedade particular.
No Campus da Universidade Federal do Maranhão (UFMA) de Balsas, em 23 de fevereiro 2023, foi transplantado um exemplar que foi obtido através de doação do projeto de extensão "Plante Enquanto é Tempo", da Universidade Federal do Rio Grande do Norte (UFRN). O plantio do baobá foi um marco nos dez anos do Campus de UFMA de Balsas. 

### Pernambuco

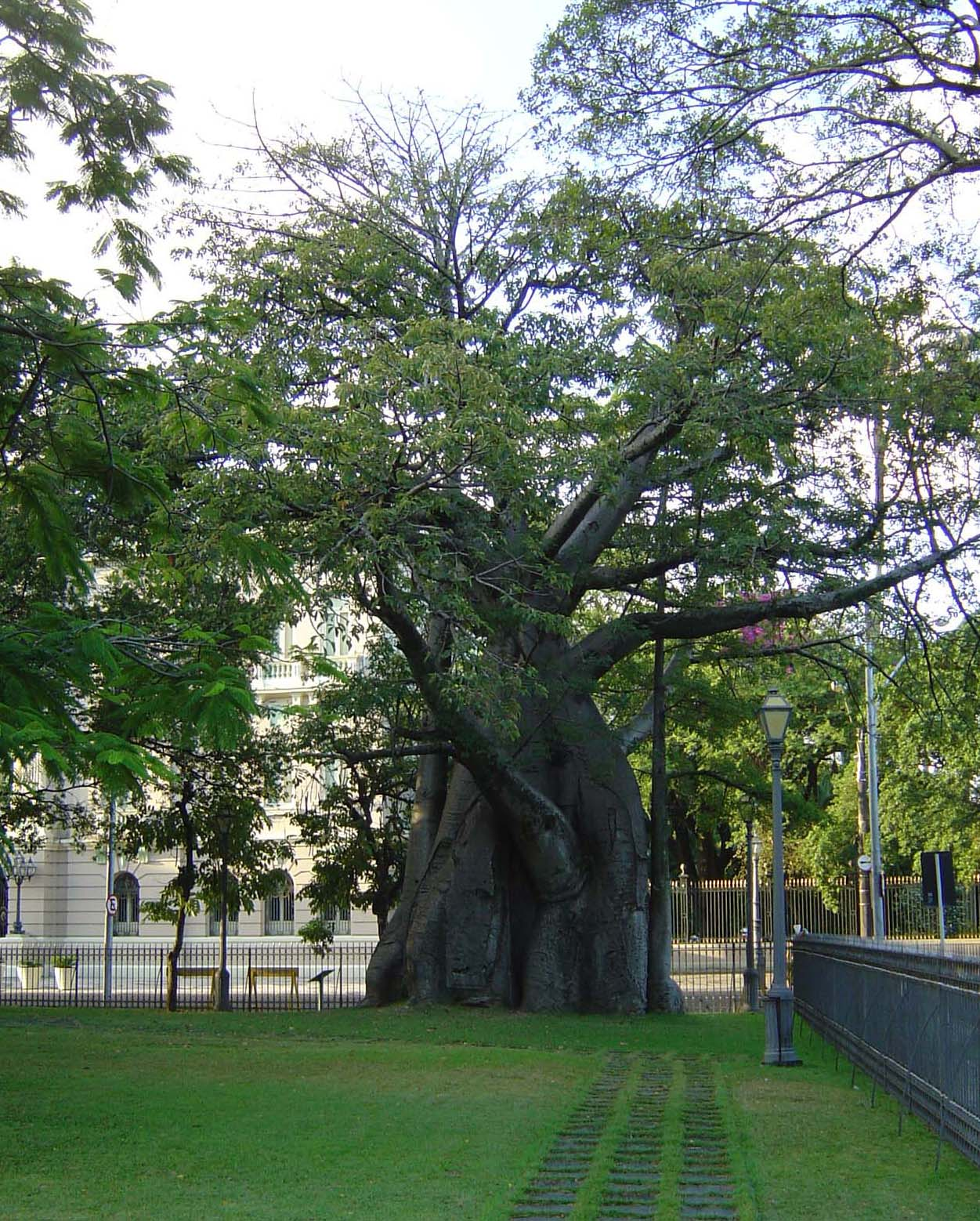
Baobá da Praça da República, Recife, Brasil.
Possível fonte de inspiração para Saint Exupéry

Essas árvores concentram-se principalmente no estado de Pernambuco (onde há mais de cem catalogadas) e, nesse estado, na sua capital, Recife (onde há pelo menos trinta).
No Recife, existe um baobá na Praça da República, um na Faculdade de Direito do Recife e outro na Cidade Universitária. Existem outros espalhados pela cidade, como em Ponte d'Uchoa, Poço da Panela e na Praça de Dois Irmãos próximo a UFRPE. Existem três plantadas na Estância Rica Flora, em Aldeia, Camaragibe. No Sítio de Pai Adão existe um Baobá com mais de cem anos com um tronco de mais de 10 metros de circunferência. Nas Graças, uma muda foi plantada na Praça Domingos Giovaneti pelo Instituto Capibaribe, em setembro de 2005, em comemoração aos 50 anos do educandário. Segundo a direção da escola, a semente foi trazida da França e doada por Ernani Faria de Lemos, pai de uma ex-aluna.
Na vila de Nossa Senhora do Ó, Ipojuca, há um Baobá com mais de 350 anos e 15 metros de circunferência. No Engenho Poço Comprido (Vicência) há dois espécimes.
Em Araripina existe um exemplar com aproximadamente 30 anos de idade.
Em Sanharó existe um exemplar com aproximadamente 13 metros de circunferência.
No Cabo de Santo Agostinho, especificamente no Hospital Dom Helder Câmara, foi plantado um baobá, em 19 de setembro de 2014, numa iniciativa de sua diretoria como comemoração ao Dia da Árvore.
Em Sairé no dia 13 de maio de 2016 foi plantado um baobá para inauguração do parque ecológico da cidade. Estavam presentes o autor Josué Limeira e o ilustrador Vladimir Barros do livro O Pequeno Príncipe em Cordel, uma adaptação do livro O Pequeno Príncipe de Antoine de Saint-Exupéry.

### São Paulo

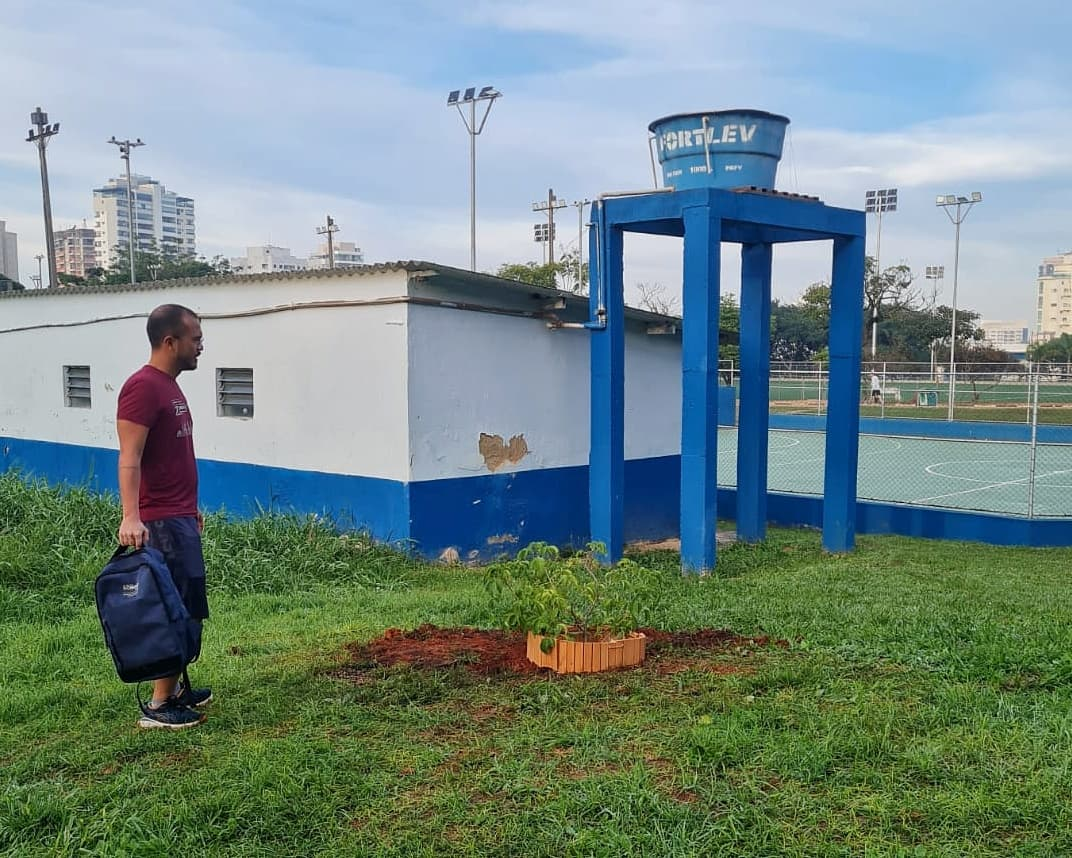
Baobá em São Paulo (capital) - Parque CERET

Na capital, há um Baobá de 2021 plantado no Centro Esportivo, Recreativo e Educativo do Trabalhador (PARQUE CERET), na zona leste de São Paulo. Através da geo localização é possível encontrá-lo com exatidão (-23.557766,-46.554508).
Na cidade de Potim, a dois quilômetros de Aparecida, foi plantado, no ano de 2018, um baobá na Praça Sebastiao Pereira de Paula Leite, localizada no Bairro Vila Olívia.
Na cidade de Matão-SP foi plantado um Baobá em novembro de 2019 no Instituto Federal de São Paulo campus Matão (mto.ifsp.edu.br), em comemoração ao mês da consciência negra. As coordenadas (Google Maps) da localização desta árvore são -21.624845528406773, -48.348453072325405.

### Paraíba
Na Paraíba, encontra-se um baobá no Centro Cultural Piollin, que fica no bairro do Roger, em João Pessoa.